# Kenyentulus jianfengensis
Kenyentulus jianfengensis är en urinsektsart som beskrevs av Yin 1987. Kenyentulus jianfengensis ingår i släktet Kenyentulus och familjen lönntrevfotingar. Inga underarter finns listade i Catalogue of Life.